# Frank Bainimarama
Frank Bainimarama (właśc. Josaia Voreqe Bainimarama; ur. 27 kwietnia 1954 w Kiuva) – fidżyjski polityk i emerytowany dowódca wojskowy, pełniący obowiązki prezydenta w 2000 oraz w latach 2006–2007. Dowódca zamachu stanu w dniu 5 grudnia 2006, premier Fidżi od 5 stycznia 2007 do 24 grudnia 2022.

## Życiorys
Od 1975 służył w marynarce Fidżi, dochodząc do stopni oficerskich. W 1986 jako komandor porucznik brał udział w pracach międzynarodowych sił pokojowych ONZ na górze Synaj. W latach 1988–1997 dowódca marynarki Fidżi, od 1997 (do 1998 jako p.o.) szef sztabu generalnego; w kwietniu 1999 zastąpił Epeli Ganilau na stanowisku dowódcy armii. 29 maja 2000, w ramach akcji przeciwdziałania puczowi George'a Speighta, przejął kontrolę nad państwem i nakłonił do ustąpienia prezydenta Kamisese Marę. W lipcu 2000 przekazał władzę nowemu prezydentowi, Josefie Iloilo. W 2001 Bainimarama oraz pułkownik Sitiveni Rabuka zostali oskarżeni przez byłego prezydenta Marę oraz odsuniętego również w wyniku wydarzeń z maja 2000 premiera Mahendrę Chaudhry’ego o faktyczne inspirowanie puczu Speighta i działanie jedynie w celu przejęcia władzy.

### Premier
5 grudnia 2006 stanął na czele zamachu stanu, który odsunął od władzy prezydenta Josefa Iloilo oraz rząd premiera Laisenii Qarase. Władzę w kraju przejęła junta wojskowa, na której czele postawiono Bainimaramę, najpierw jako p.o. prezydenta, a od 5 stycznia 2007 jako premiera rządu. 11 kwietnia 2009 prezydent Josefa Iloilo ponownie powołał Franka Bainimaramę na stanowisko szefa rządu.
5 marca 2014 Frank Bainimarama odszedł z armii, przekazując tym samym zwierzchnictwo nad siłami zbrojnymi. Premier deklarował chęć powrotu Fidżi na drogę demokracji i cywilnych rządów. 30 maja 2014 została zarejestrowana partia polityczna Franka Bainimaramy – FijiFirst. Nowa formacja polityczna miała umożliwić lojalistom komodora udział w wyborach parlamentarnych zaplanowanych na 17 września 2014. Partia Bainimaramy wygrała wybory i otrzymała 32 na 50 miejsc w parlamencie.
22 września 2014 prezydent Epeli Nailatikau powołał Franka Bainimaramę na stanowisko premiera nowo sformowanego rządu.